# 橘紫夕
橘 紫夕（たちばな しう）は、日本の漫画家。

## 来歴
大学時代に少年誌にストーリー形式の漫画を投稿をしていたが、上手くいかずに一旦就職し、就職先の会社で社長秘書を務めるなどしていた。そんな中、『ハムスペ』を見つけ、社長秘書の仕事が結構ヒマを持て余していたこともあって4コマ漫画なら行けるのではないかと思い、仕事の傍ら、改めて4コマ漫画を中心に投稿を始める。デビュー権を持たない軽微な賞（同じ賞）を何度か受賞したものの、特に進捗が無く、面倒くさくなって「オマケ」と書いたネームを30ページほどの送り込んだところ、やる気を見込まれて掲載依頼の連絡が入り、デビューに繋がった。
思春期の頃によく読んだ作品に『幽☆遊☆白書』『るろうに剣心 -明治剣客浪漫譚-』『封神演義』『ヒカルの碁』などを挙げている。また、児童文学作品や純文学作品はかなり読み込んだというが、特に継続して購買した作品として『スレイヤーズ』と『フォーチュンクエスト』を挙げている。
なお、デビュー前の社長秘書時代を描いた読切漫画『社長秘書の実話漫画』によると、かつて社長秘書として勤務していた会社はその後に倒産したらしく、現存しないとのこと。

## 作品リスト
- でかポメ（ハムスペ→あにスペ、あおば出版→イースト・プレス、あおば版2巻＋イースト版1巻。竹書房より新装版が全4巻）
- 路地裏の王女（まんがタイムオリジナル、読切）
- となりのなにげさん（まんがホーム、芳文社、全4巻）
- ひよわーるど（まんがくらぶ、竹書房、全4巻）
- ヴェネツィアひよわ紀行（まんがくらぶ、竹書房、単巻）
- ゆーこさんと魔法のマント（まんがホーム、芳文社、単巻）
- 白滝高校着ぐるみ部（まんがくらぶ、竹書房、全2巻）